# Nikolaj Petrovič Demidov-Lopuchin
Sua Altezza Serenissima il Principe Nikolaj Petrovič Demidov-Lopuchin, (in russo: Николай Петрович Лопухин-Демидов) (San Pietroburgo, 27 aprile 1836 – Korsun', 18 dicembre 1910), è stato un generale russo.

## Biografia
Era il primogenito di Pëtr Grigor'evič Demidov (1807-1862), e di sua moglie, Elizaveta Nikolaevna Bezobrazova. Il suo padrino fu l'imperatore Nicola I.

## Carriera
Nel 1853 si arruolò nel Reggimento di cavalleria. Il 20 novembre 1854 venne promosso al grado di guardiamarina. Nel 1863-1864 partecipò alla repressione della Rivolta di Gennaio. Nel 1870 venne promosso a colonnello.
Alla morte del prozio Pavel Petrovič Lopuchin, nel 1873, aggiunse il cognome Lopuchin al suo. Partecipò alla Guerra russo-turca (1877-1878). Il 30 agosto 1880 venne promosso a maggiore generale con iscrizione al seguito di Sua Maestà. Nel maggio 1890 venne promosso a tenente generale.

## Matrimonio
Sposò Ol'ga Valerianovna Stolypina (1841-1926), figlia di Valerian Grigor'evič Stolypin. Ebbero sei figli:
- Elizaveta Nikolaevna (1864-1941);
- Pavel Nikolaevič (1865-1870);
- Pëtr Nikolaevič (1867-1871);
- Tolstoj Nikolaevič (1868-1909);
- Aleksandr Nikolaevič (1870-1937), sposò Natal'ja Dmitrievna Naryškina;
- Vera Nikolaevna (1871-1919).

## Morte
Morì il 18 dicembre 1910 nella sua residenza a Korsun'-Ševčenkivs'kyj.